# M92 (球狀星團)
梅西耶92（也稱為M92或NGC 6341）是在北天武仙座內的一個球狀星團，它是約翰·波德在1777年發現，並且在1779年發表在Jahrbuch。這個星團在1781年3月18日被梅西耶重新獨立發現，並且添加在它目錄中的第92項。M92距離地球大約26,700光年。
M92是北半球較為明亮的球狀團，但因為它與更為壯觀且著名的M13非常接近，反而常被業餘天文學家忽略。在非常好的環境下，裸眼可以直接看見M92。
散佈在銀河系的球狀星團中，M92的絕對星等屬於較明亮的一組。它是最古老的星團之一，位置在銀河盤面上方約16×103 ly（4.9 kpc），和距離銀河中心33×103 ly（10 kpc），日心距離為26.7×103 ly（8.2 kpc）。半光度半徑，或是來自星團的一半可見光輻射量半徑是1.09角分，潮汐半徑為15.17角分。它的外觀略呈扁平，短軸大約是長軸的89% ± 3%。
球狀星團還有其它的特徵，除了氫和氦之外，M92的其它元素的豐度，也就是天文學家所謂的金屬量都很低。相較於太陽，鐵的豐度在這個星團是 [Fe/H] = –2.29 dex，這只是太陽中豐度的0.5%。這使得估計的星團年齡在142 ± 12億年，或大約就是宇宙年齡。
目前，這個星團尚未演化至核心崩潰的階段，核心半徑大約2角秒。它在奧斯特霍夫分類是第二類球狀星團（OoII），這意味著它屬於缺乏金屬且周期較長的天琴座RR變星這一族。在1997年的球狀星團變星表中列出了28顆這個星團中的疑似變星，但其中只有20顆得到確認。在2001年，已經知道在M92有17顆天琴座RR變星，在1.02角分的球狀星團半質量半徑內檢測到10個X射線源，其中有半數是激變變星的候選者。

## 圖集

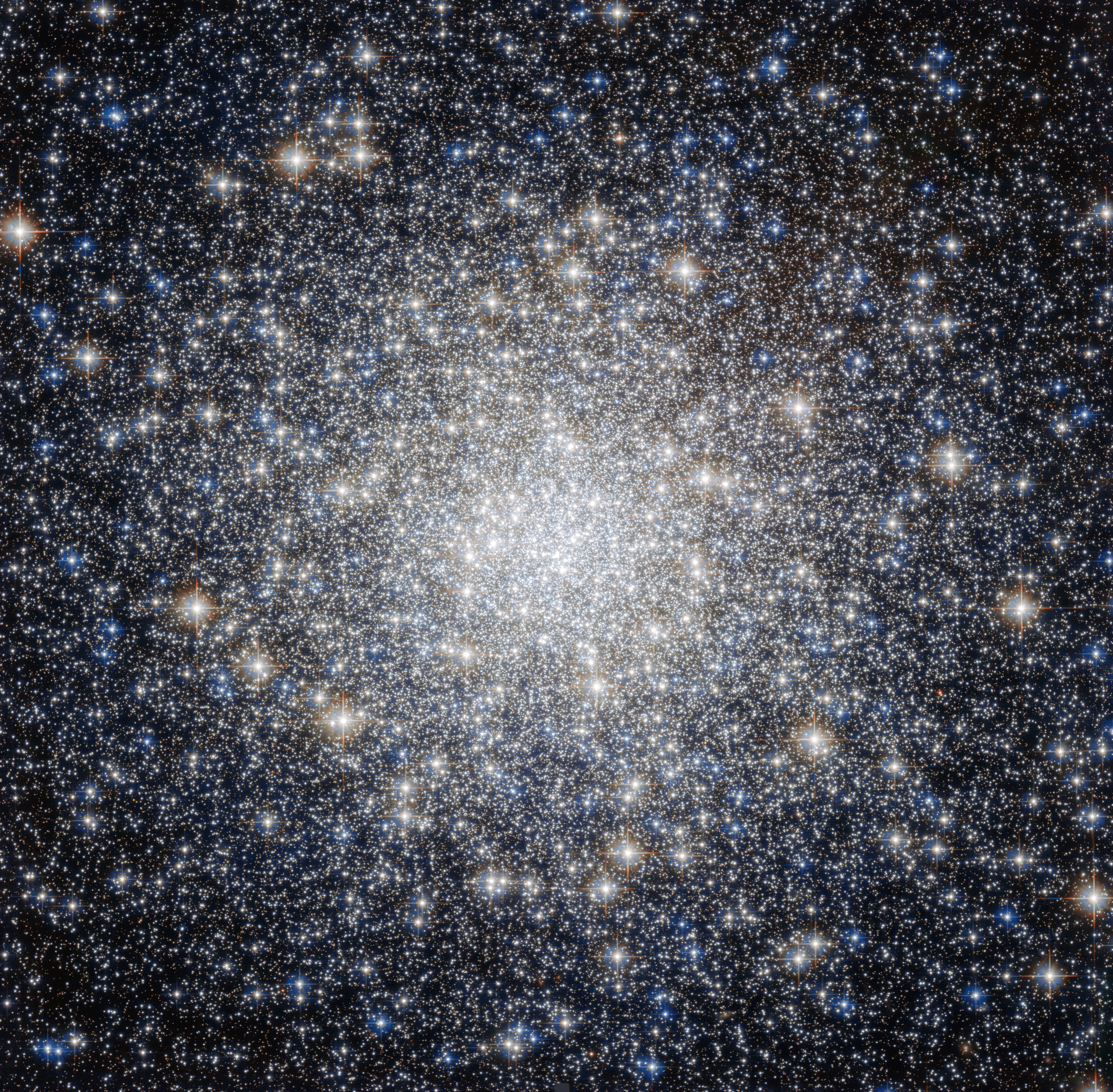
梅西耶92是銀河系內最明亮的球狀星團之一，在最良好的環境下可以用裸眼看見[15]。
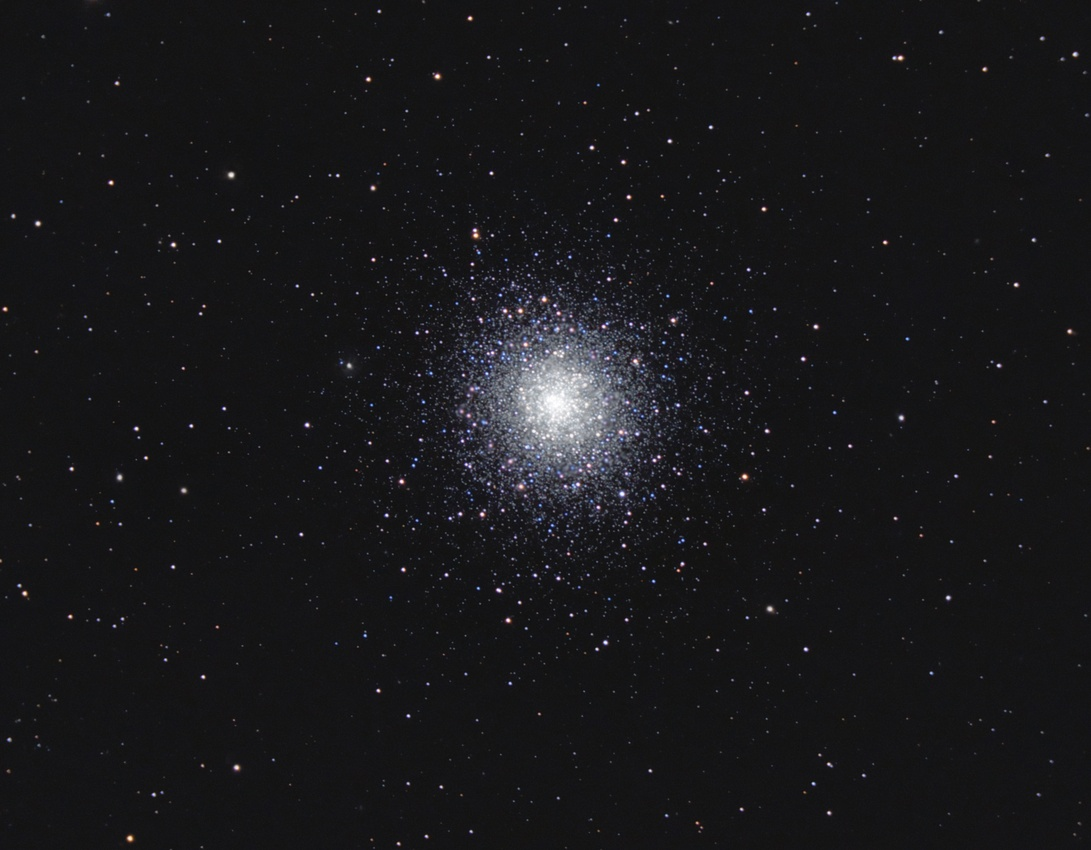
業餘小望遠鏡下的梅西耶92。
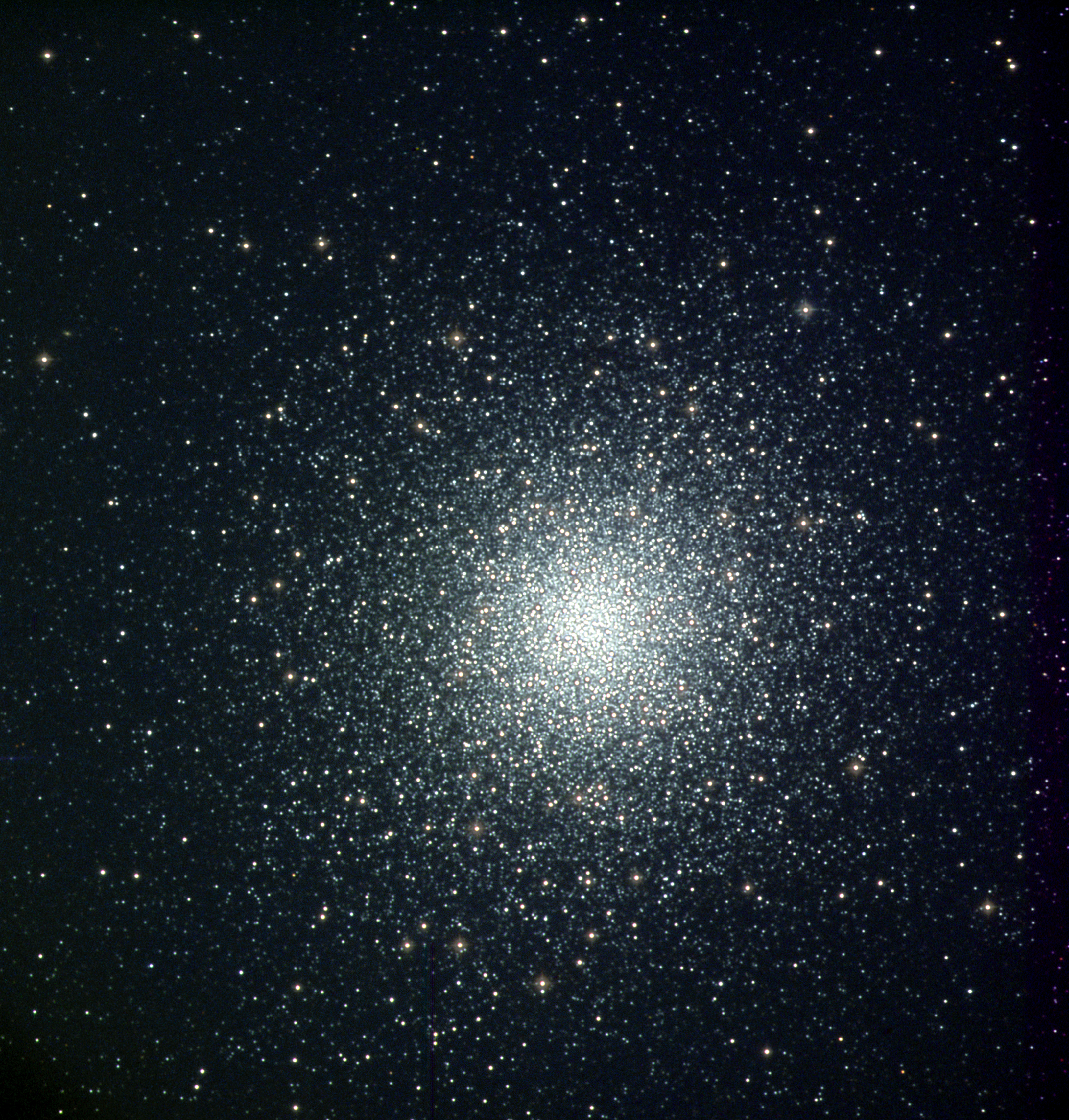
艾薩克·牛頓集團望遠鏡拍攝的M92。

## 外部連結
- WikiSky上关于M92 (球狀星團)的内容：DSS2, SDSS, GALEX, IRAS, 氢α, X射线, 天文照片, 天图, 文章和图片
- Messier 92 @ SEDS Messier pages （页面存档备份，存于）
- Messier 92, Galactic Globular Clusters Database page （页面存档备份，存于）
- Merrifield, Michael; Crowther, Paul. . Deep Space Videos. Brady Haran.   [2015-05-13]. （原始内容存档于2020-07-02）.